# Integrationsministerkonferenz
Die Integrationsministerkonferenz (kurz IntMK) wurde nach dem ersten Integrationsgipfel aufgrund der Selbstverpflichtungserklärungen der deutschen Bundesländer im Jahr 2007 einberufen.
Sie ist eine regelmäßige Zusammenkunft der Senatoren und Minister der einzelnen Länder der Bundesrepublik Deutschland, die für das Thema Integration von Zuwanderern verantwortlich sind. Obwohl diese Verantwortlichen auch auf Bundesebene beim Nationalen Aktionsplan Integration mitarbeiteten, wurde auf Landesebene diese Konferenz einberufen. Sie soll dazu dienen, die Integrationspolitik mit konkreten Zusagen und Ausarbeitungen weiterzuentwickeln und die Spannbreite der integrationspolitischen Aktivitäten der einzelnen Länder zu reflektieren, aufzuzeigen und zu verbessern.
Wie bei den meisten anderen Fachministerkonferenzen wechselt der Vorsitz der IntMK im Jahresturnus alphabetisch zwischen den Ländern. Seit dem 1. Juli 2025 hat Nordrhein-Westfalen, vertreten durch die Ministerin für Kinder, Jugend, Familie, Gleichstellung, Flucht und Integration Josefine Paul, den Vorsitz inne.